# Condado de Mińsk
Condado de Mińsk (polaco: powiat miński) é um powiat (condado) da Polónia, na voivodia da Mazóvia. A sede do condado é a cidade de Mińsk Mazowiecki. Estende-se por uma área de 1164,35 km², com 139 961 habitantes, segundo o censo de 2005, com uma densidade de 120,21 hab/km².

## Divisões admistrativas
O condado possui:
Comunas urbanas: Mińsk Mazowiecki, Sulejówek
Comunas urbana-rurais: Halinów, Kałuszyn
Comunas rurais: Cegłów, Dębe Wielkie, Dobre, Jakubów, Latowicz, Mińsk Mazowiecki, Mrozy, Siennica, Stanisławów
Cidades: Mińsk Mazowiecki, Sulejówek, Halinów, Kałuszyn

## Demografia
População (dados de 30 de Junho de 2005):
|          | Total   | Total | Mulheres | Mulheres | Homens  | Homens |
| -------- | ------- | ----- | -------- | -------- | ------- | ------ |
|          | pessoas | %     | pessoas  | %        | pessoas | %      |
| Total    | 139 961 | 100   | 71 434   | 51       | 68 527  | 49     |
| Cidades  | 61 776  | 100   | 32 391   | 52,4     | 29 385  | 47,6   |
| Povoados | 78 185  | 100   | 39 043   | 49,9     | 39 142  | 50,1   |